# بن كار
بن كار (بالإنجليزية: Benn Karr) هو لاعب كرة قاعدة أمريكي، ولد في 28 نوفمبر 1893 في Mount Pleasant, Mississippi ‏ في الولايات المتحدة، وتوفي في 8 ديسمبر 1968 في ممفيس في الولايات المتحدة.

## وصلات خارجية
- بن كار على موقع جمعية أبحاث البيسبول الأمريكية (الإنجليزية)